# Bitwa pod Kassabem
Bitwa pod Kassabem – starcie zbrojne toczone od 21 marca do 15 kwietnia 2014 przez Dżabhat an-Nusra oraz ugrupowania wchodzące w skład Frontu Islamskiego i Wolnej Armii Syrii przeciwko oddziałom wojska syryjskiego i lojalnym mu milicjom na kontrolowanych przez syryjski rząd terenach pod miastem Kassab, leżącym w mufahazie Latakia, podczas wojny domowej.
Walki z przełomu marca i kwietnia, zakończyły się częściowym zwycięstwem rebeliantów, którzy zajęli Kassab oraz pobliskie wsie Dżabal an-Nisr, An-Nab'in, Nab an-Nisr oraz Al-Budrusija. Po dwumiesięcznym pacie na froncie w czerwcu 2014 armia przeszła do kontrataku, w wyniku którego po czterech dniach oczyszczono całkowicie utracone wcześniej tereny.

## Tło
Muhafaza Latakia leżąca nad Morzem Śródziemnym to silny bastion rządu Baszszara al-Asada, ze względu na fakt zamieszkiwania jej przez Alawitów, grupy wyznaniowej, z której wywodzi się skupiona wokół al-Asada syryjska elita władzy, a także przez Ormian w pobliżu miasta Kassab.
Do pierwszej ofensywy rebeliantów w tym rejonie doszło w sierpniu 2013. Wówczas doszło do bitwy między sunnickimi rebeliantami a siłami bezpieczeństwa pod Salmą. W trakcie walk, ekstremiści dopuścili się masakry według Human Rights Watch na 190 cywilów. Po tych wydarzeniach interweniowało wojsko syryjskie, które wypchnęło radykalnych islamistów spod Salmy.

## Przebieg bitwy

### Natarcie rebeliantów
Wśród grup sunnickich rebeliantów największy odsetek stanowili ekstremiści z ugrupowania Dżabhat an-Nusra. Ogłosili oni, iż działania w mateczniku Asada będą prowadzić pod kryptonimem „Al-Anfal” („łupy wojenne”). Z kolei bojówki skupione wokół Wolnej Armii Syrii działały pod kryptonimem „Męczenników Matki”. W operacjach udział brały takie ugrupowania wchodzące w skład Frontu Islamskiego takie jak Ahrar asz-Szam czy Ansar asz-Szam. W walkach nie byli zaangażowali dżihadyści z Islamskiego Państwa w Iraku i Lewancie ze względu na toczącą się rywalizację między islamistami na północy Syrii. Celem ofensywy było przejecie terenów leżących na wybrzeżu Morza Śródziemnego.
Bitwa pod Kassabem rozpoczęła się 21 marca 2014 o godz 5:45 po tym, jak rebelianci pod dowództwem Dżabhat an-Nusra przekroczyli granicę turecko-syryjską w pięciu różnych miejscach i dokonali szturmu na Kassab. Przygotowania do ofensywy czyniono w tureckiej miejscowości Gözlekçiler, co budziło szereg kontrowersji, iż Turcja przyzwalała na pobyt sunnickich rebeliantów na swoim terytorium i nie reagowała by zapobiec atakowi na ziemie zamieszkiwane przez Ormian na terytorium Syrii. W związku z tym swoje zaniepokojenie wyraziły władze Armenii, które podkreśliły, iż Ormianie pod Kassabem znaleźli się po ludobójstwie dokonanym przez Turków Osmańskich w latach 1915-1917.
Rebelianci przejęli kontrolę nad kilkoma posterunkami granicznymi oraz na Wzgórzem As-Sachra. Dokonano również ataku moździerzowego na miejscowość Karsana. Bojownicy tymczasowo przejęli kontrolę nad wzgórzem Dżabal an-Nisr, jednak zostało ono odbite przez siły rządowe. W walkach zginęły 24 osoby, w tym 17 rebeliantów i dowódca Dżabhat an-Nusra z muhafazy Latakia. 22 marca 2014 rebelianci podeszli pod Kassab. Walki koncentrowały się głównie na obszarach wiejskich. Armia syryjska podjęła także wysiłki na rzecz odbicia utraconych posterunków granicznych. Z kolei rebelianci skoncentrowali się na wzgórzu znanym jako „Obserwatorium 45”, który jest najwyższym szczytem w regionie. Syryjskie Arabskie Siły Lotnicze koordynowały kontrofensywę wojsk lądowych, dokonując nalotów na pozycje rebeliantów. Drugiego dnia walk zginęło 50 rebeliantów i 26 żołnierzy.

Sytuacja na froncie pod Kassabem

Trzeciego dnia walk tureckie samoloty bojowe F-16 zestrzeliły syryjski samolot wojskowy MiG-23, który naruszył turecką przestrzeń powietrzną. Pilot zestrzelonej maszyny ocalił życie. W międzyczasie rebelianci atakowali wioskę Charbas Sulas, leżącą 25 km na południe od Kassab. Źródła opozycyjne informowały również, iż 20 żołnierzy złożyło broń po trzygodzinnym oblężeniu wioski Nab al-Murr. Rebelianci przejęli wioskę An-Nab'in i okolice Dżabal an-Nisr, z kolei armia odbiła sam szczyt i wzmocniła pozycję pod wzgórzem „Obserwatorium 45” i w wiosce As-Samra.
Tymczasem w walkach w Kassab, podczas ataku rakietowego z wykorzystaniem pocisków typu Grad, zginął lider milicji pod nazwą Siły Obrony Narodowej (NDF) i kuzyn prezydenta i dowódca sił rządowych uczestniczących w bitwie pod Salmą – Hilal al-Asada, a także siedmiu innych milicjantów. Rebelianci z Frontu Islamskiego i Dżabhat an-Nusra przedostali się na główny plac Kassabu, co umożliwiło im 24 marca 2014 przejęcia kontroli nad większa częścią miasta. Jednak nie był to koniec potyczki, gdyż bojownicy walczyli nadal na obrzeżach miejscowości. W samym mieście rebelianci dopuścili się zbezczeszczenia trzech ormiańskich kościołów oraz wzięli jedną ormiańską rodzinę za zakładników. Przed rozpoczęciem bezpośrednich walk w Kassabie, z miasta ewakuowano 670 ormiańskich rodzin. W Kassabie zginęło dotąd 80 osób. 24 marca 2014 armia zdołała odbić wioskę Nab al-Murr. Tymczasem Wolna Armia Syrii, skierowała swoich bojowników na front pod Kassabem z muhafazy Idlib.
Kolejnym krokiem rebeliantów było odbicie miejscowości As-Samra w dniu 25 marca 2014. Islamiści osiągnęli również wybrzeże Morza Śródziemnego. W międzyczasie bojownicy musieli odpierać ataki armii w Kassabie. Miasto zostało w południe czterokrotnie zbombardowane. W wyniku kontrataku, część opozycyjnych grup bojowych opuściło miasto. W odwecie dokonano samobójczego zamachu pod „Obserwatorium 45”, w wyniku czego śmierć poniosło kilku żołnierzy. Po zamachu toczyły się tam zacięte walki, dzięki którym rebelianci chwilowo kontrolowali wzgórze. Wojsko dokonało ataku artyleryjskiego na wzgórze Dżabal an-Nisr kontrolowane przez rebeliantów. Armia odbiła także miejscowość An-Nab'in.
26 marca 2014 rebelianci zaatakowali miasto Kastal Maaf, wyprowadzając natarcie spod „Obserwatorium 45”. Starcia wybuchły ponownie w An-Nab'in. Walki były opisywane przez świadków jako chaotyczne z obustronnymi atakami i wycofaniami. W tym samym czasie, walki były kontynuowane w okolicach Kassabu, „Obserwatorium 45” i As-Samrze wraz ze zwiększoną intensywnością ostrzeliwania Kassabu oraz as-Samry. Rząd zmobilizował tysiące żołnierzy i milicjantów NDF oraz zwolenników rządu na czele z Alawitami, aby odbili tereny zajęte przez rebeliantów. Wojska ewakuowały się także z Nab an-Nisr, czego powodem było poddanie się wobec ostrzałów prowadzonych przez islamistów z „Obserwatorium 45” i Dżabal an-Nisr. Wobec tego armia podjęła kolejne uderzenie na „Obserwatorium 45” pokonując rebeliantów. Według komunikatu syryjskich sił zbrojnych w walce zginęło 75 bojowników. Żołnierze nie pozostawili na nim garnizonu, przez co na wzgórze ponownie przeniknęli rebelianci. Również opanowano uderzenie bojowników na Kastal Maaf oraz An-Nab'in. W ciągu pięciu dni walk według prorządowych źródeł zginęło 500 rebeliantów oraz 50 żołnierzy, z kolei Syryjskie Obserwatorium Praw Człowieka informowało o stu ofiarach po każdej ze stron. Syryjskie władze zaapelowały do ONZ o powstrzymania Turcji przed zaangażowaniem w walkach pod Kassabem. Według Damaszku, Ankara zbroiła i finansowała rebeliantów, którzy prowadzili ofensywę na froncie latakijskim.
Po tym jak 27 marca 2014 ekstremiści z Dżabhat an-Nusra ponownie podeszli pod „Obserwatorium 45”, armia wykorzystała helikoptery, z których bombardowano ich pozycje. W trakcie bombardowań zginęło 13 rebeliantów. Armia wraz z siłami NDF, po opanowaniu sytuacji na linii Kastal Maaf – „Obserwatorium 45” – An-Nabin, rozpoczęła marsz na Kassab, jednak rebelianci dokonali uderzenia na wojsko na drodze z An-Nabin do Kassabu. Bojownicy tymczasowo przejęli kontrolę nad An-Nab'in, pozbawiając życia w trakcie starcia 23 żołnierzy i milicjantów NDF. Po porażce w An-Nab'ine, z frontu uciekł szef syryjskiego wywiadu w muhafazie Latakia. Na miejsce posiłki sił rządowych przybyły 29 marca 2014, kiedy to toczyły się starcia na obrzeżach An-Nab'inu. Tymczasem w Kassabie ofiarą masakry, podczas islamskiej okupacji, padło 80 chrześcijan, a kolei 2 tys. osób uciekło z miasta.

### Wyhamowanie ofensywy rebeliantów i kontrataki armii syryjskiej
Po tym jak rebelianci przejęli kontrolę nad As-Samrą, armia intensywnie bombardowała ich w tej wiosce. Od 27 marca 2014 miejscowość została oblężona. W międzyczasie rebelianci zablokowali kilka prób wysłania przez wojsko posiłków na front, wysyłanych m.in. z Tartusu. 29 marca 2014, syryjskie siły zbrojne podjęły próbę odbicia „Obserwatorium 45”, jednak atak się nie powiódł, gdyż celu nie osiągnięto i stracono 10 milicjantów. Ponadto na froncie zauważono, iż armię wspierali bojownicy libańskiego Hezbollahu. 31 marca 2014 armia podjęła ponowny atak na „Obserwatorium 45”, dzięki któremu zajęto je i zainstalowano tam wyrzutnie rakietowe. Jednak według SOHR starcia wciąż trwały na szczycie. Tymczasem na wioskę Bahlulija, leżącą po rządowej stronie linii frontu, spadło siedem rakiet Grad, wystrzelone przez rebeliantów. Ponadto Turcja odpowiedziała nadgranicznym ogniem artyleryjskim po tym, jak jedna z rakiet spadła na tureckie terytorium, raniąc Syryjkę, przebywającą w obozie dla uchodźców.
W trakcie trwania walk, Rosja oskarżyła Turcję, Zachód oraz kraje Zatoki Perskiej o wspieranie rebeliantów, którzy dopuszczali się masakr na Ormianach w Kassabie. Stanowisko Rosji zostało wsparte przez Szanghajską Organizację Współpracy oraz prezydenta Republiki Czeczeńskiej Razmana Kadyrowa. Ponadto Moskwa przygotowała materiały o działaniach bojowników w Kassabie, który został w całości odrzucony przez zachodnich dyplomatów.
Ostatniego dnia miesiąca, SOHR podało, iż podczas dziecięciu dniach walk, po obu stronach łącznie zginęło 1052 osób, w tym nie mniej niż 194 żołnierzy, w tym 27 oficerów. 1 kwietnia 2014 rebeliantów w Kassabie odwiedził Ahmad al-Dżarba, lider opozycyjnej Syryjskiej Koalicji Narodowej na rzecz Opozycji i Sił Rewolucyjnych. Następnego dnia islamiści zajęli pas ziem pod wioską Al-Badrusija, leżącą nad Morzem Śródziemnym. W trakcie walk pod „Obserwatorium 45” śmierć poniósł lider Harakat Szam al-Islam, Marokańczyk Ibrahim ibn Szakran, weteran wojny w Afganistanie. Rebelianci twierdzili, że mimo tego odparli ataki pod strategicznym wzgórzem. Według ich niepotwierdzonych źródeł pojmali także 11 bojowników Hezbollahu. 3 kwietnia 2014 SOHR podał, iż rebelianci odbili „Obserwatorium 45”, tracąc w walkach nie mniej niż 11 ludzi. Jednak później Al Dżazira informowała, że wzgórze było nadal pod kontrolą wojska. SOHR dodał, że w walkach zginęło kolejnych dziewięciu rebeliantów.
4 kwietnia 2014 obie strony zaciekle ostrzeliwały się na strategicznym wzgórzu. Łącznie w dniach 2-4 kwietnia 2014 podczas bitwy o „Obserwatorium 45” śmierć poniosło 72 rebeliantów, w tym 35 zagranicznych oraz 43 żołnierzy i milicjantów. Na tureckie miasto Yayladadi ponownie spadło sześć rakiet, przez co tamtejsze wojsko odpowiedziało ogniem. 5 kwietnia 2014 tuż po północy, wojska rządowe złapały w zasadzkę grupę rebeliantów na drodze do An-Nab'in. W ciągu dnia w czasie walk w Kassabie zginęło dwóch marokańskich dowódców polowych ugrupowania Ahrar asz-Szam, wchodzącego w skład Frontu Islamskiego.
7 kwietnia 2014 walki wybuchły pod wzgórzem Dżabal al-Haramiją. Pierwszego dnia starć przewagę uzyskali islamiści, jednak zostali pokonani przez armię dnia kolejnego. W kolejnych dnia zanotowano stagnację na froncie. Dopiero 12 kwietnia 2014 do starcia doszło na linii frontu między Nab al-Murr i An-Nab'in. Kolejnego dnia armia wraz z sojuszniczymi milicjami ludowymi napierała na An-Nab'in, lecz silny opór rebeliantów pod dowództwem Dżabhat an-Nusra, uniemożliwiło im zdobycie miejscowości. 14 kwietnia 2014 armia zajęła wzgórze Sal Darin leżące u podnóża Kassabu. Nadal działania zbrojne toczono na „Obserwatorium 45”. 15 kwietnia 2014 dowódca sił Wolnej Armii Syrii, Abu Malik, przyznał, iż ofensywa rebeliantów wyhamowała z powodu dużych strat i brak w uzbrojeniu oraz dostępu do amunicji. Trzy dni później inny opozycyjny dowódca skrytykował Syryjską Koalicję Narodową na rzecz Opozycji i Sił Rewolucyjnych o niedostateczne wsparcie finansowe i militarne bojowników uczestniczących w bitwie.
Siły rządowe działania w rejonie Kassabu wznowiły 27 kwietnia 2014, kiedy wojsko lądowe zajęło posterunek bojowników pod As-Samrą. Następnie wysadzono desant morski na plaże, dzięki czemu wieczorem udało się zmusić rebeliantów do odwrotu z As-Samry. W kolejnych dnia armia prowadziła kontrnatarcie na An-Nab'in i Dżabal an-Nisr, zajmując po drodze poszczególne wzgórza. 4 maja 2014 wybuchły walki w pierwszej z wyżej wymienionych miejscowości. Dzień później islamiści podjęli nieudaną próbę zdobycia „Obserwatorium 45”, mimo użycia amerykańskich przeciwpancernych pocisków kierowanych BGM-71 TOW. W połowie maja 2014 rebeliantom udało się przechwycić wzgórza 724, 53, 1013 o mniejszym znaczeniu strategicznym.

### Odbicie Kassabu przez wojsko
12 czerwca 2014 siły zbrojne Syrii wznowiły ofensywę pod Kassabem. Kolejnego dnia zajęły wzgórza 714, 767, 803 oraz Dżabal an-Nisr, okalające miasto. 14 czerwca 2014 osłabiony garnizon Kassabu rozpoczął ewakuację. Tymczasem armia wspierana przez libański Hezbollah nacierała w kierunku miasta, odbijając wcześniej utracone miejscowości w tym Al-Nab'in oraz Nab al-Murr. 15 czerwca 2014 armia weszła do Kassabu, przejmując bez większych przeszkód nad miastem całkowitą kontrolę. Ostatecznie w ciągu czterodniowej ofensywy armia odbiła wszystkie tereny stracone w wyniku natarcia rebeliantów z przełomu marca i kwietnia 2014.

## Chronologia zajmowania miejscowości pod Kassabem
| Miejscowość        | Data zdobycia przez rebeliantów | Data odbicia przez armię      |
| ------------------ | ------------------------------- | ----------------------------- |
| Dżabal an-Nisr     | 21 marca 2014 23 marca 2014     | 21 marca 2014 13 czerwca 2014 |
| Nab al-Murr        | 23 marca 2014                   | 24 marca 2014 14 czerwca 2014 |
| An-Nabin           | 23 marca 2014 27 marca 2014     | 25 marca 2014 14 czerwca 2014 |
| Kassab             | 24 marca 2014                   | 15 czerwca 2014               |
| As-Samra           | 25 marca 2014                   | 27 kwietnia 2014              |
| „Obserwatorium 45” | 25 marca 2014                   | 31 marca 2014                 |
| Nab an-Nisr        | 26 marca 2014                   | 14 czerwca 2014               |
| Al-Badrusija       | 1 kwietnia 2014                 | 14 czerwca 2014               |
| Dżabal al-Haramija | 7 kwietnia 2014                 | 8 kwietnia 2014               |